# Miklós Ybl
Pour les articles homonymes, voir ybl.
Dans le nom hongrois Ybl Miklós, le nom de famille précède le prénom, mais cet article utilise l’ordre habituel en français Miklós Ybl, où le prénom précède le nom.
Miklós Ybl ([ˈmikloːʃ], [ˈibl]), né le 6 avril 1814 à Székesfehérvár et décédé le 22 janvier 1891 à Budapest, est un des plus grands architectes européens du milieu du XIXe siècle et l'architecte hongrois le plus influent de son époque. Sa réalisation la plus connue est l'Opéra national hongrois.
Après des études à l'Institut polytechnique de Vienne, Miklós Ybl devient l'assistant de Mihály Pollack en 1832 et intègre le cabinet d'Henrik Koth entre 1836 et 1840. Après l'avoir suivi à Munich et en Italie, il revient à Budapest et travaille avec le fils de Mihály, Ágoston Pollack. C'est ensemble qu'ils rénovent le château Ikervár du comte Lajos Batthyány. Son premier travail est l'église de Fót construite entre 1845 et 1855.
Ses premiers projets s'inscrivent dans un style romantique, influencé par des motifs orientaux. Après un détour par l'architecture romane, il devient l'un des fers de lance de la Néo-renaissance. Il est ainsi l'auteur d'éléments importants de la Basilique Saint-Étienne de Pest, du Palais de l'octroi (Fővám palota, actuelle Université Corvinus de Budapest) et des Thermes Rác.
Il est enterré au Cimetière national de Fiumei út à Budapest.

## Galerie photographique

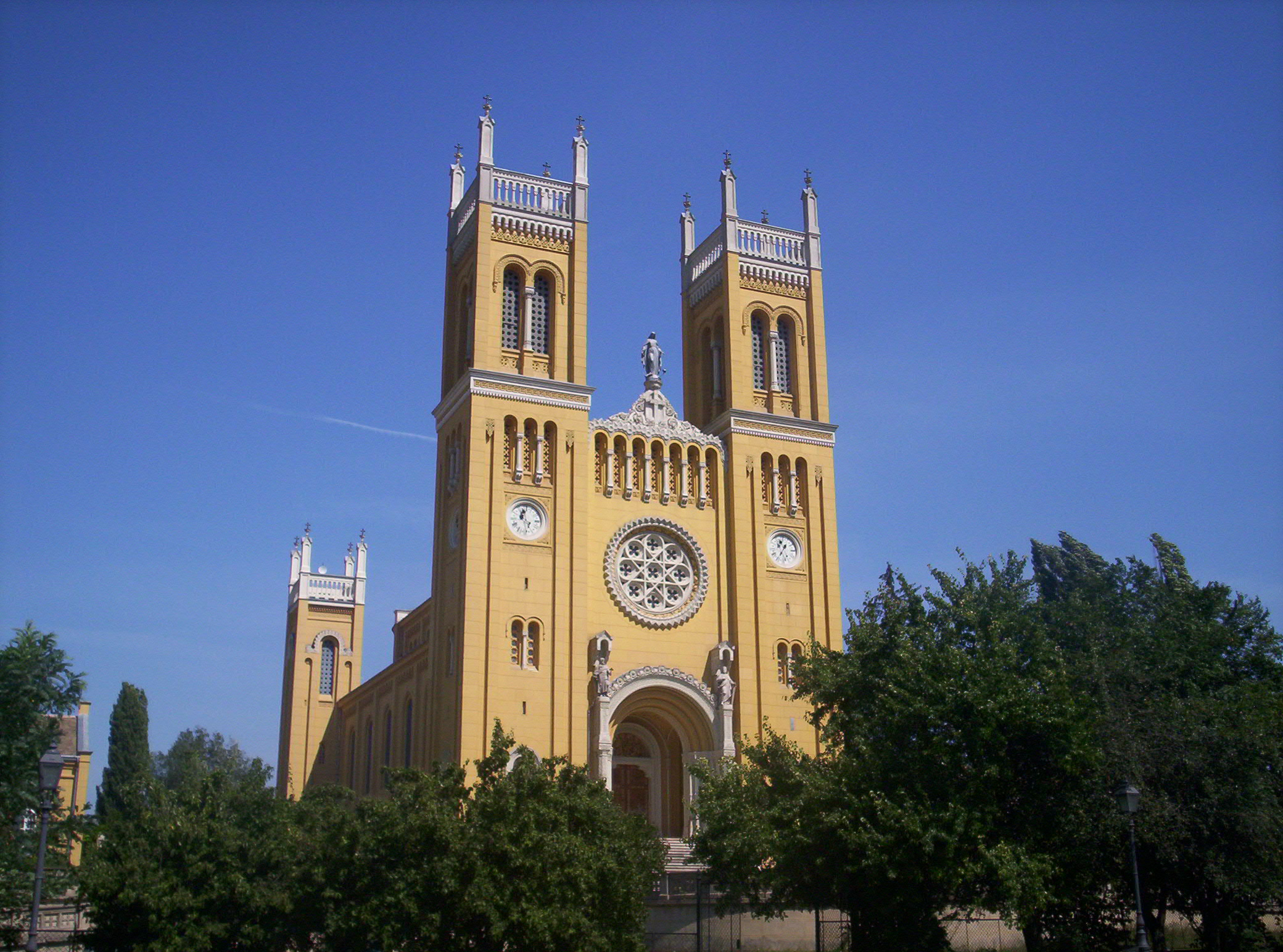
Église catholique de Fót
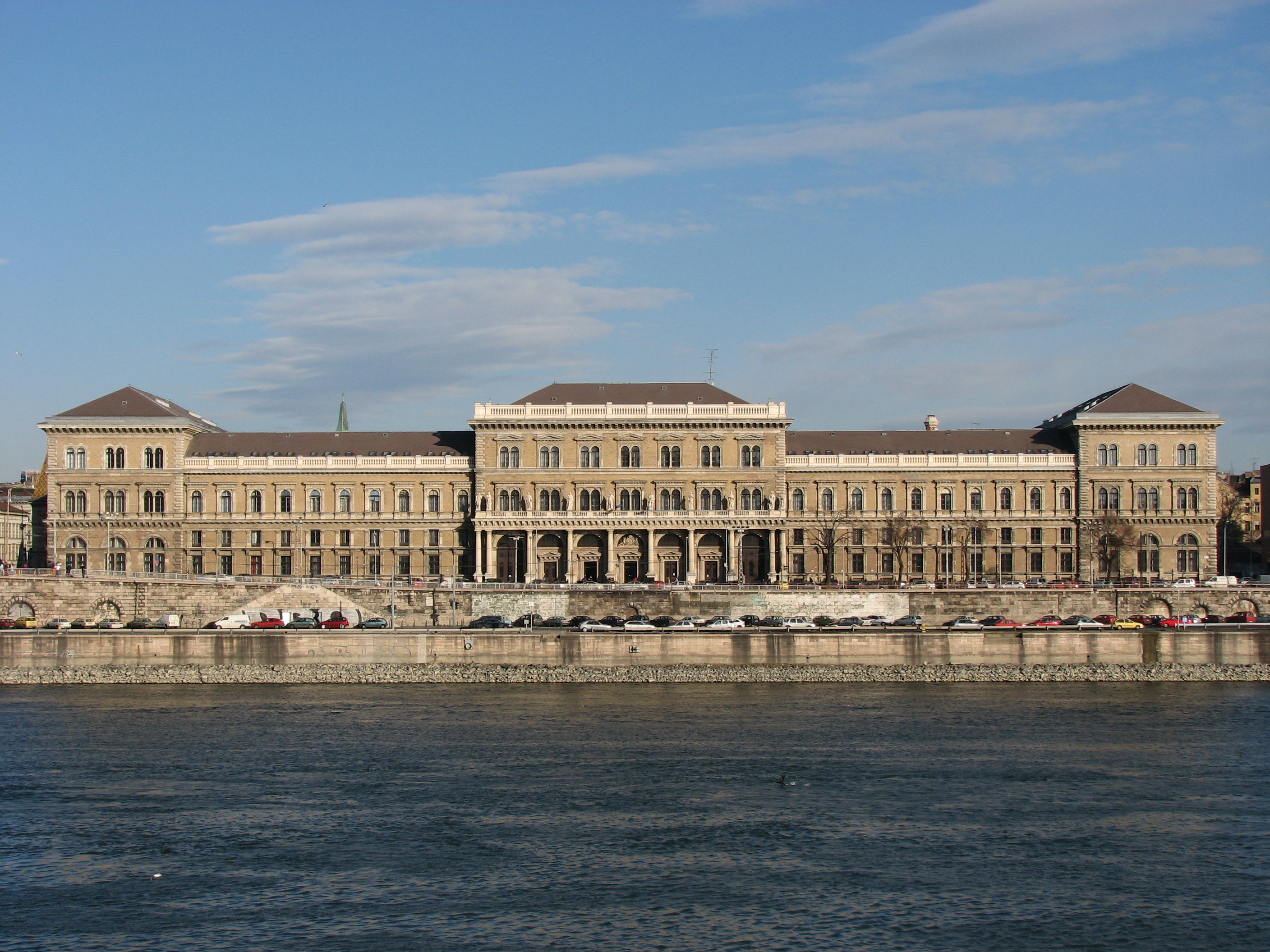
Palais de l'octroi, actuelle Université Corvinus de Budapest
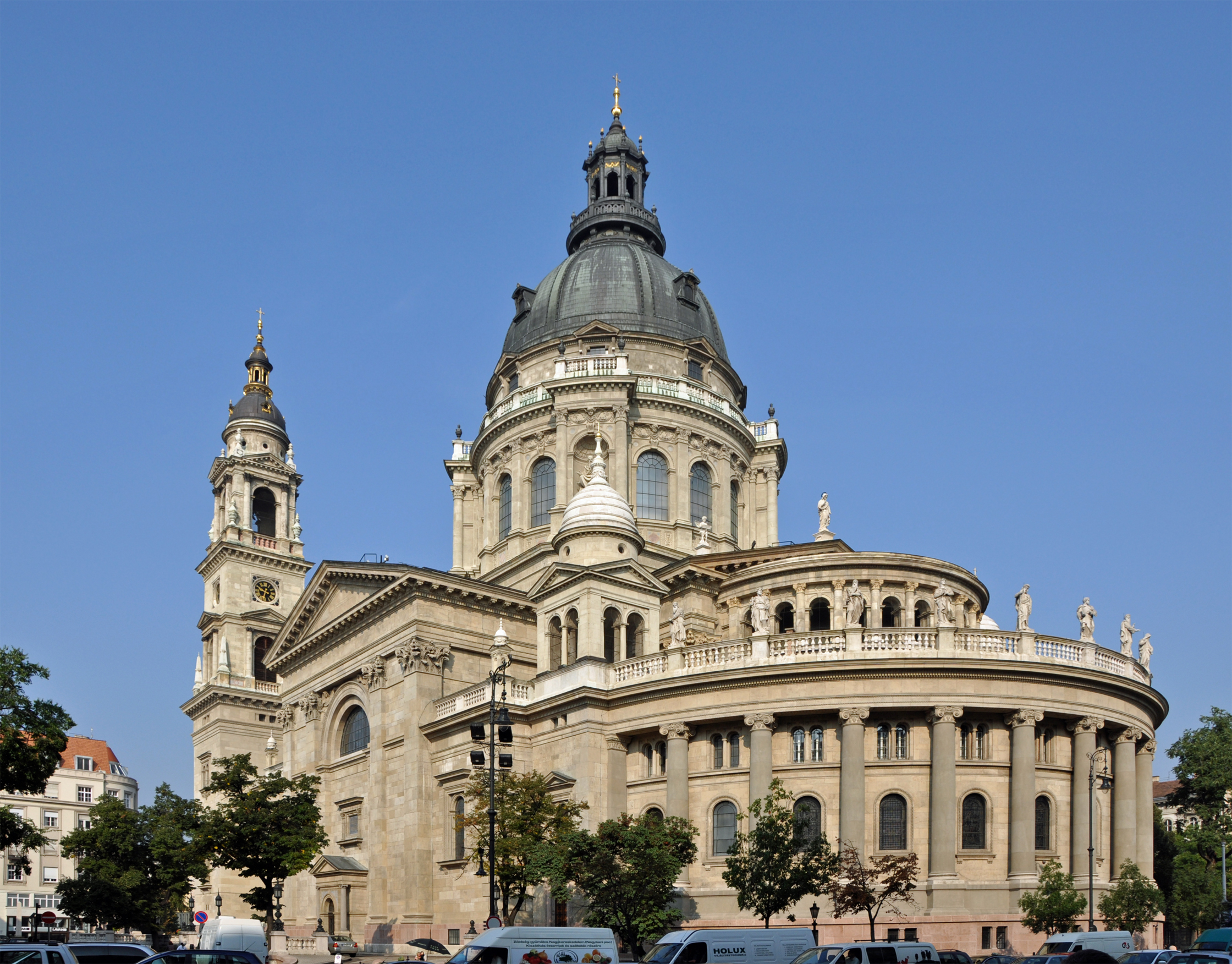
Basilique Saint-Étienne de Pest
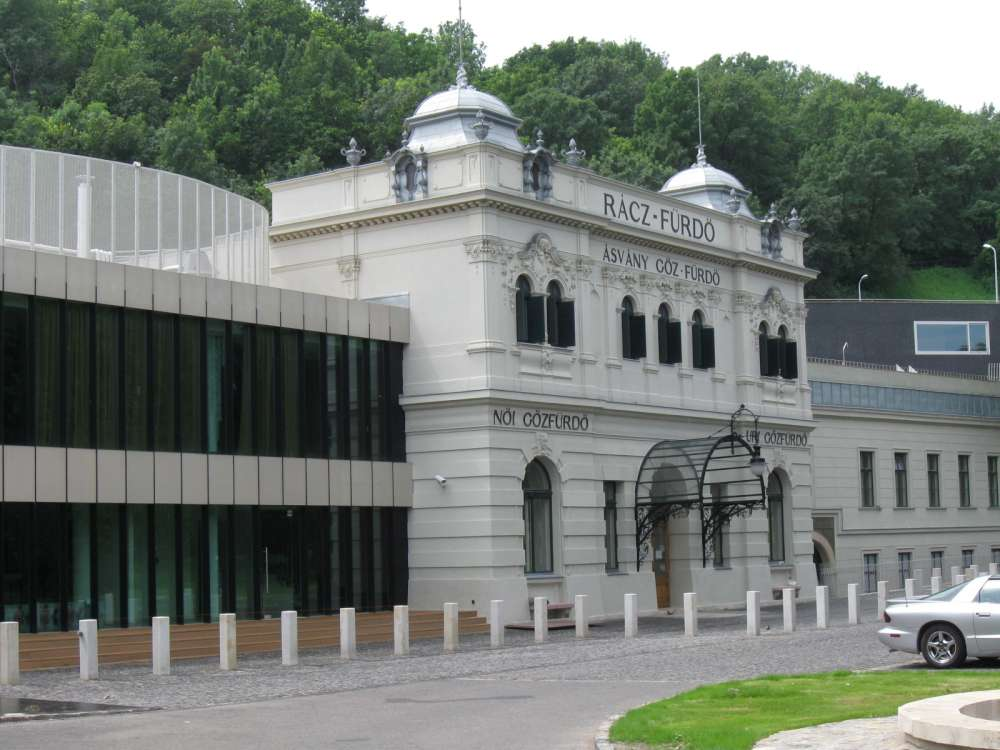
Thermes Rác
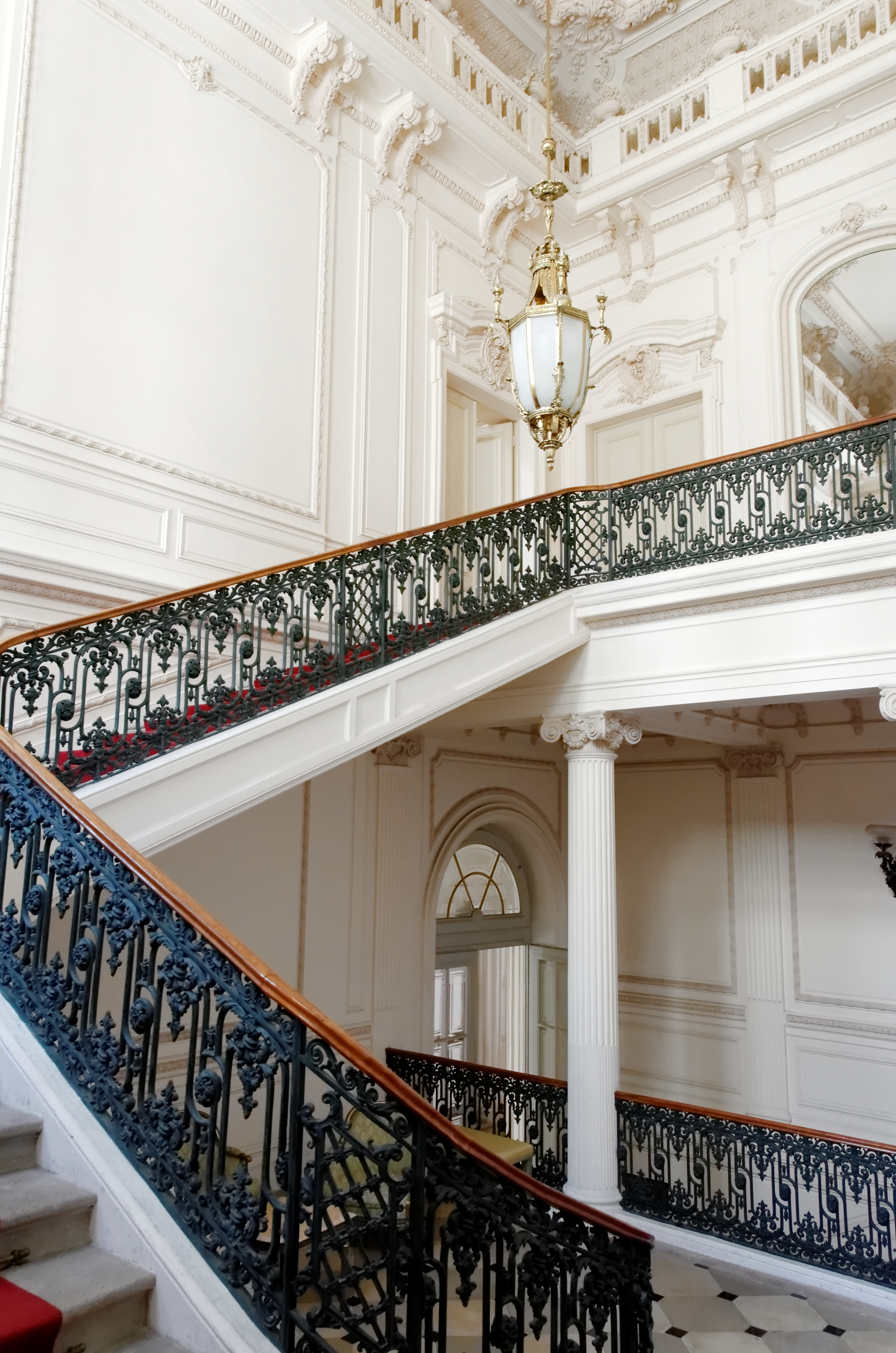
Escalier néo-baroque (1862) du palais Festetics, place Mihály Pollack à Budapest